# Rib Lake (condado de Taylor, Wisconsin)
Rib Lake es un pueblo ubicado en el condado de Taylor en el estado estadounidense de Wisconsin. En el Censo de 2010 tenía una población de 852 habitantes y una densidad poblacional de 4,4 personas por km².

## Geografía
Rib Lake se encuentra ubicado en las coordenadas 45°19′46″N 90°7′55″O / 45.32944, -90.13194. Según la Oficina del Censo de los Estados Unidos, Rib Lake tiene una superficie total de 193.79 km², de la cual 191.6 km² corresponden a tierra firme y (1.13%) 2.19 km² es agua.

## Demografía
Según el censo de 2010, había 852 personas residiendo en Rib Lake. La densidad de población era de 4,4 hab./km². De los 852 habitantes, Rib Lake estaba compuesto por el 95.54% blancos, el 0.23% eran afroamericanos, el 0.59% eran amerindios, el 0.94% eran asiáticos, el 0% eran isleños del Pacífico, el 1.17% eran de otras razas y el 1.53% pertenecían a dos o más razas. Del total de la población el 5.28% eran hispanos o latinos de cualquier raza.